# Blonay
Blonay (toponimo francese) è un comune svizzero di 6 125 abitanti del Canton Vaud, nel distretto della Riviera-Pays-d'Enhaut.

## Monumenti e luoghi d'interesse

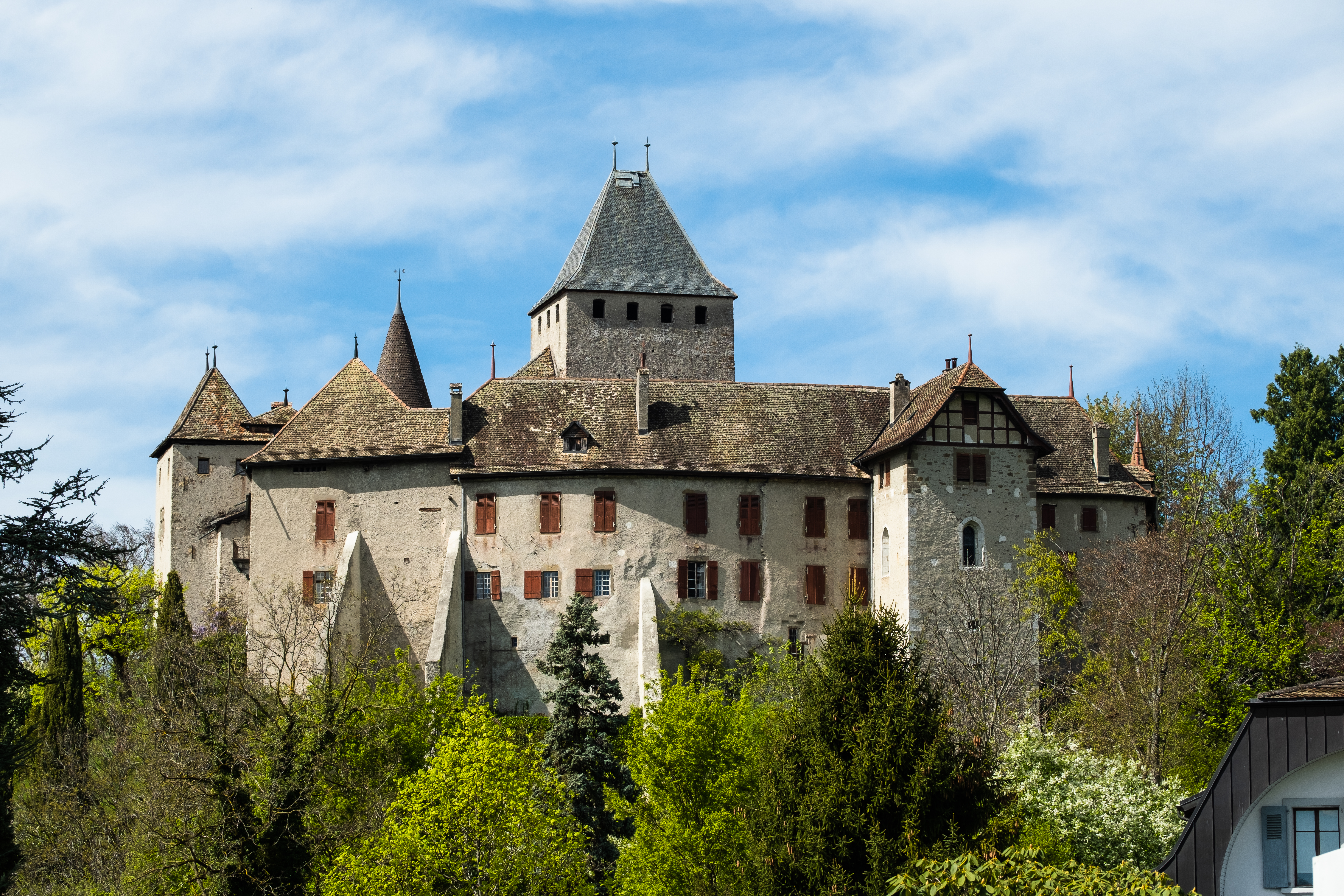
Il castello di Blonay

- Cappella cattolica della Santa Croce, eretta nel 1962[1];
- Castello di Blonay, attestato dal 1184 e ricostruito nel XV secolo[1];
- Ferrovia Museo Blonay-Chamby.

## Società

### Evoluzione demografica
L'evoluzione demografica è riportata nella seguente tabella:
Abitanti censiti

## Infrastrutture e trasporti

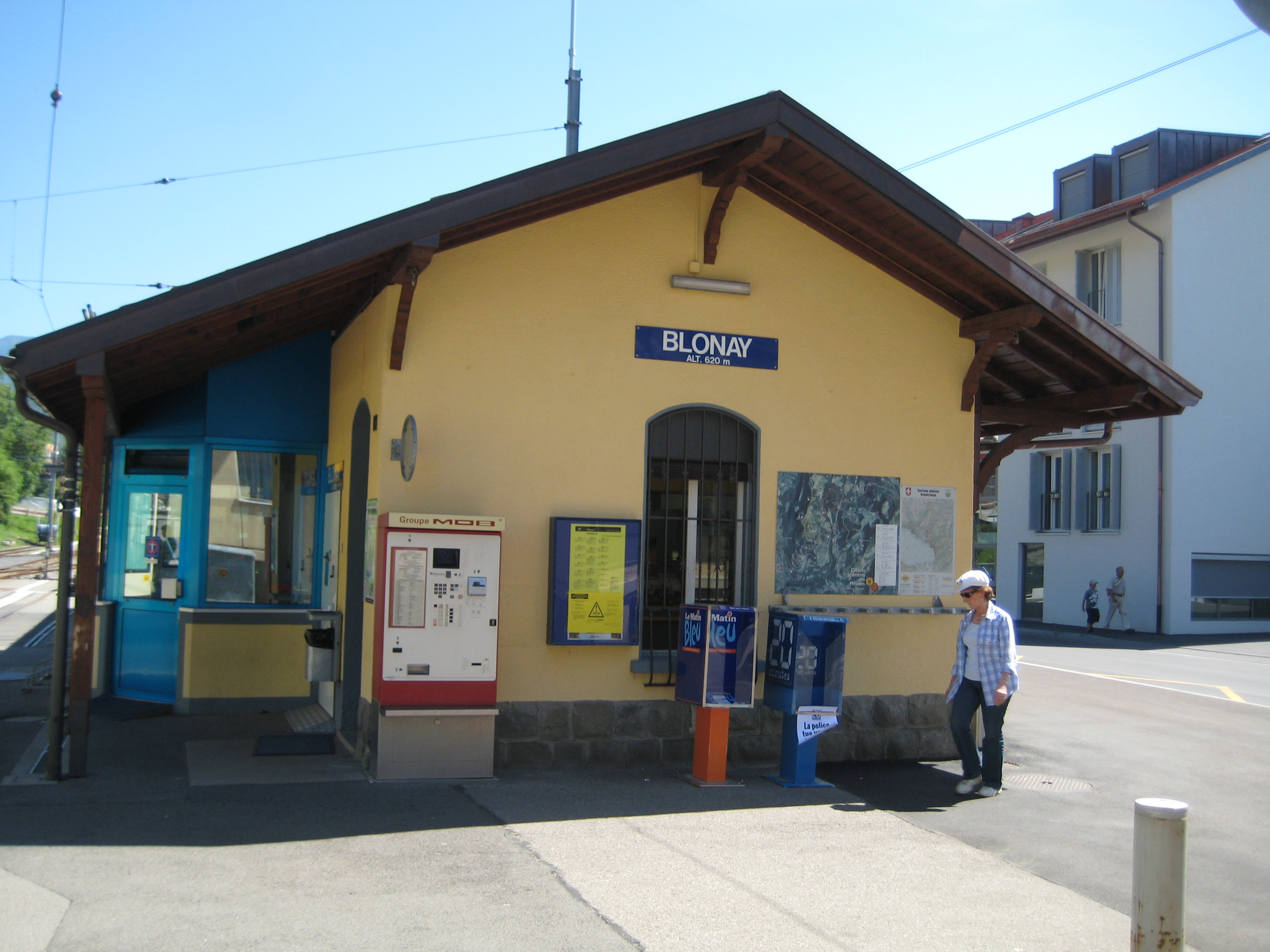
La stazione di Blonay

Blonay è servito dall'omonima stazione sulla ferrovia Vevey-Blonay-Les Pléiades.

## Amministrazione
Ogni famiglia originaria del luogo fa parte del cosiddetto comune patriziale e ha la responsabilità della manutenzione di ogni bene ricadente all'interno dei confini del comune.